# بندر الرشيد
بندر بن عبيد بن حمود الرشيد الشمري (1975م) سكرتير ولي العهد السعودي بمرتبة وزير منذ 3 يوليو 2022.

## الحياة العلمية
- بكالوريوس في القانون (قسم الأنظمة) كلية العلوم الإدارية (جامعة الملك سعود) عام (1419هـ/ 1998م).
- ماجستير في القانون من جامعة كيس وسترن ريزرف ولاية أوهايو بالولايات المتحدة (1423هـ/ 2002م).
- دكتوراه في القانون من جامعة بيتسبرغ ولاية بنسلفانيا بالولايات المتحدة الأمريكية بعنوان (خطة لإصلاح حوكمة الشركات في الشركات المدرجة في السوق المالية السعودية).[2]

## الحياة العملية
شغل منصب مستشار قانوني في هيئة الخبراء بمجلس الوزراء من 2003 إلى 2015م، ومساعد الأمين العام لمجلس الوزراء لمجلس الشؤون الاقتصادية والتنمية.